# Варламов, Алексей Николаевич
Алексе́й Никола́евич Варла́мов (род. 23 июня 1963, Москва, РСФСР, СССР) — русский писатель и публицист, исследователь истории русской литературы XX века. Доктор филологических наук (2003), профессор МГУ, главный редактор журнала «Литературная учёба» (2011—2016). Заслуженный деятель искусств Российской Федерации (2024).
С 2011 по 2024 — член Совета при Президенте Российской Федерации по культуре и искусству.
С 7 октября 2014 года — исполняющий обязанности ректора Литературного института имени А. М. Горького; с 7 апреля 2016 года — ректор Литературного института.

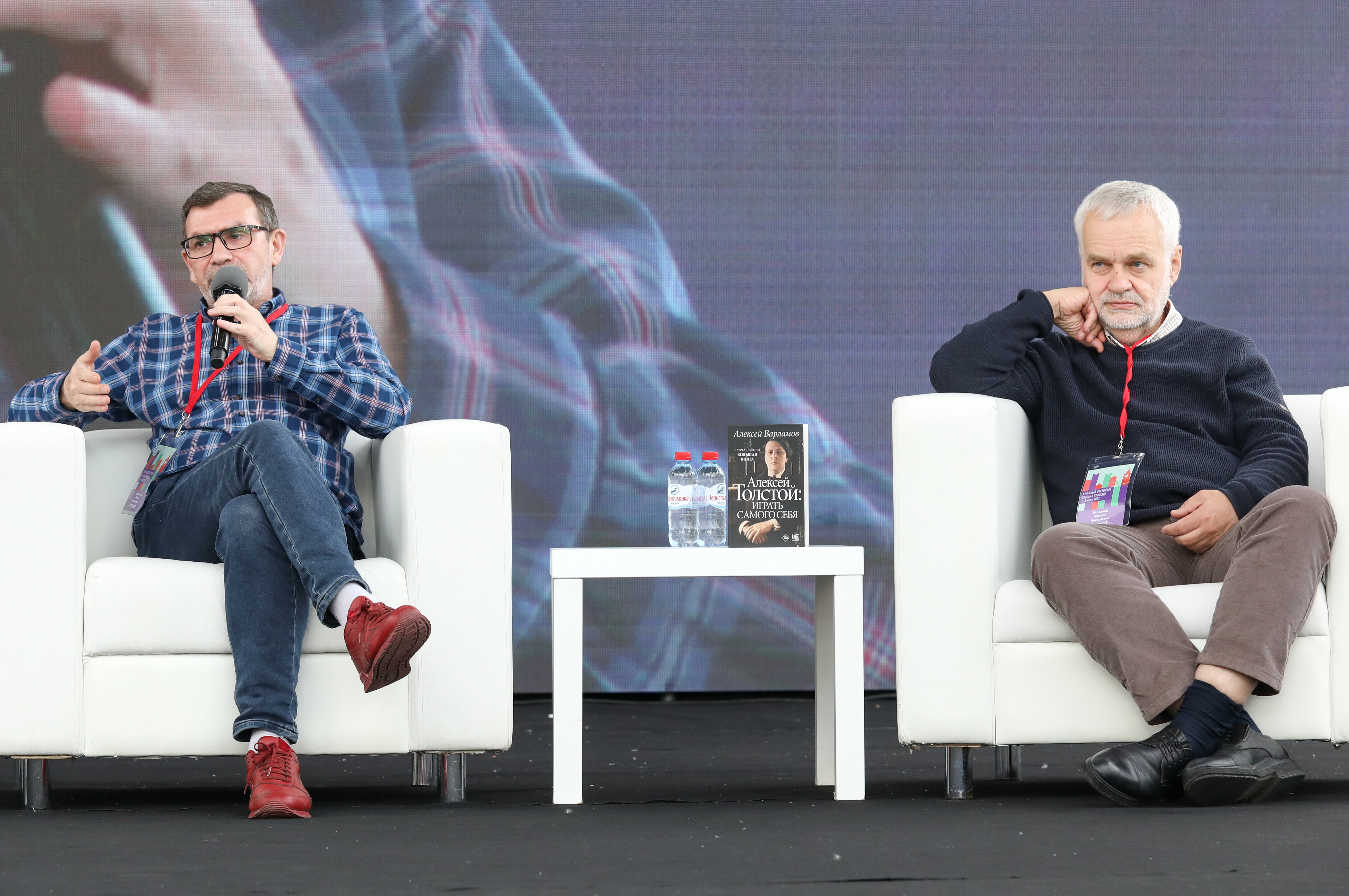
Павел Басинский и Алексей Варламов на книжном фестивале «Красная площадь» — 2023

## Жизнь и творчество
Родился в Москве, до 13 лет жил на Автозаводской улице. Учился в английской спецшколе № 15.
Окончил филологический факультет Московского государственного университета (1985). Защитил кандидатскую диссертацию «Апокалиптические мотивы в русской прозе конца XX века» (1997) и докторскую диссертацию «Жизнь как творчество в дневнике и художественной прозе М. М. Пришвина» (2003). Профессор кафедры истории новейшей русской литературы и современного литературного процесса МГУ, преподаёт русскую литературу начала XX века и одновременно ведёт творческий семинар в Литературном институте имени А. М. Горького.
Член Союза российских писателей (с 1993). Был членом общественного совета «Литературной газеты» (до 1997), редакционного совета ежемесячника «Накануне» (1995). Член редакционных коллегий журналов «Литературная учёба», «Октябрь», «Роман-газета» (с 1998).
Читал лекции о русской литературе в университетах Европы и США. Визитинг-профессор университета Айовы (США, 1998).
Дебютировал как прозаик рассказом «Тараканы» в журнале «Октябрь» (1987, № 12). Первая книга «Дом в Остожье» вышла в 1990 году. Известность автору принесли роман «Лох» (журнал «Октябрь», 1995) и повесть «Рождение» (журнал «Новый мир», 1995), которая победила в конкурсе «Антибукер». Его книга «Затонувший ковчег», по А. А. Тахо-Годи — «о том, как мир умирает и сам не замечает этого».
Роман «Одиннадцатое сентября» вызвал неоднозначные оценки критики (он вышел в журнале «Москва» в 2003 году). В 2014 году увидел свет роман «Мысленный волк» (время действия — 1914—1918 годы), который автор назвал «личной попыткой высказаться о Серебряном веке».
Автор ряда публицистических и литературоведческих статей. Член жюри литературной премии «Ясная Поляна».
Постоянный автор серии «Жизнь замечательных людей». В серии ЖЗЛ А. Варламов выпустил книги о Михаиле Пришвине, Александре Грине, Алексее Толстом, Григории Распутине, Михаиле Булгакове, Андрее Платонове, Василии Шукшине.

## Награды и премии
- 1995 — Премия «Антибукер».
- 1995 — Премия журнала «Октябрь».

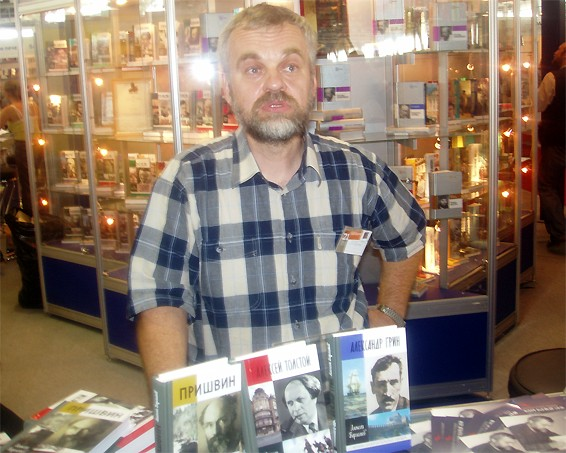
На книжной ярмарке со своими книгами, 2008

- 1995 — Премия Лейпцигского литературного клуба «Lege Artis» за лучший русский рассказ.
- 1997 — Премия журнала «Октябрь».
- 1997 — Премия газеты «Московский железнодорожник».
- 1998 — Премия издательства «Роман-газета».
- 1999 — Стипендия Московского литературного фонда за роман «Купавна».
- 2006 — Премия Александра Солженицына «за тонкое исслеживание в художественной прозе силы и хрупкости человеческой души, её судьбы в современном мире; за осмысление путей русской литературы XX века в жанре писательских биографий».
- 2007 — Национальная литературная премия «Большая книга» (вторая премия за документальный роман «Алексей Толстой»).
- 2013 — Патриаршая литературная премия.
- 2014 — Медаль «За заслуги перед обществом» (Алтайский край, 17 июля 2014) — за большой личный вклад в популяризацию творчества писателя, кинорежиссера, актера В. М. Шукшина
- 2015 — Премия «Студенческий Букер» за роман «Мысленный волк».
- 2015 — Международная премия «Писатель XXI века».
- 2017 — Премия Правительства Российской Федерации в области культуры
- 2018 — Премия Губернатора Кировской области в номинации «Премия имени Александра Степановича Грина» — за книгу «Александр Грин» из серии «Жизнь замечательных людей»[7].
- 2020 — Благодарность Президента Российской Федерации (20 ноября 2020) — за вклад в организацию и проведение мероприятий по увековечению памяти и празднованию 100-летия со дня рождения Д. А. Гранина[8].
- 2022 — Второе место премии «Большая книга» — за произведение «Имя Розанова»[9]
- 2024 — Лауреат второго сезона Всероссийской литературной премии «Гипертекст» имени Александра Чаковского в номинации «Проза» — за роман «Одсун»[10].
- 2024 — Заслуженный деятель искусств Российской Федерации (22 июля 2024) — за большой вклад в развитие отечественной культуры и искусства, многолетнюю плодотворную деятельность[11].

## Спектакли
- «Душа моя Павел» (театр "РАМТ, Москва, 2022)